# Castello di Silandro
Il castello di Silandro (in tedesco Schloss Schlandersburg o semplicemente Schlandersburg) è un castello rinascimentale che sorge ai margini della cittadina di Silandro in Alto Adige.

## Storia
Il castello fu costruito intorno al 1600 dalla famiglia aristocratica Hendl. Si compone di un due porticati con le camere circostanti. Il castello fu progettato dalla famiglia in stile rinascimentale.
Dal 1988 il castello è di proprietà della Provincia Autonoma di Bolzano, che nel 1993 ha ne ha disposto un moderno ampliamento per ospitare la biblioteca comunale di Silandro. Il lavoro è stato diretto dall'architetto Werner Tscholl. Attualmente ospita anche l'ufficio per il lavoro, l'ispettorato forestale e agricolo, l'ufficio per l'orientamento professionale e altri ancora.